# Henri Chammartin
Henri Chammartin (Chavannes-sous-Orsonnens, 30 luglio 1918 – Berna, 30 maggio 2011) è stato un cavaliere svizzero, campione olimpico nell'equitazione a Tokyo 1964.

## Biografia
Oltre alle cinque medaglie olimpiche vanta altrettante medaglie ai Campionati europei di dressage.

## Palmarès
| Anno | Manifestazione  | Sede              | Evento               | Risultato |
| ---- | --------------- | ----------------- | -------------------- | --------- |
| 1952 | Giochi olimpici | Helsinki          | Dressage individuale | 6º        |
| 1952 | Giochi olimpici | Helsinki          | Dressage a squadre   | Argento   |
| 1956 | Giochi olimpici | Stoccolma         | Dressage individuale | 8º        |
| 1956 | Giochi olimpici | Stoccolma         | Dressage a squadre   | Bronzo    |
| 1964 | Giochi olimpici | Tokyo             | Dressage individuale | Oro       |
| 1964 | Giochi olimpici | Tokyo             | Dressage a squadre   | Argento   |
| 1968 | Giochi olimpici | Città del Messico | Dressage individuale | 9º        |
| 1968 | Giochi olimpici | Città del Messico | Dressage a squadre   | Bronzo    |